# サティ (仏教)
パーリ語でサティ（巴: sati、梵: smṛti：スムリティ）とは、特定の物事を心に（常に）留めておくことである。日本語では念（）や、気づき、英語ではマインドフルネス (mindfulness)などと表現する。漢訳で念。仏教の実践において正念（しょうねん、sammā-sati）とは、八正道（）の一つとして重視される。正しい念は、三十七道品のなかの四念住（）などにおける念とあるように、基本概念の一つである。対象に執着あるいは嫌悪などの価値判断を加えることなく、中立的な立場で注意を払うことを意味し、仏教における瞑想の基礎的な技術の一つであり、念を深めると心が固定され、何事にも惑わされない定（）の状態に至るとされる。

## 位置づけ

八正道を示した法輪

念は、五根という修行の根本となる5つの能力のひとつであり、心に維持する能力を指す。上座部仏教のテキストでは、念以外は、その力が強すぎても、修行の妨げとなるため、それぞれの力が均衡にはたらくことを瞑想修行を通して目指していく。念はそういった妨げとならないので、強ければ強いほどいい。大乗仏教においても、信仰と智慧、努力と禅定などは対であり、その力の発達には均衡が必要である。
上座部のヴィパッサナー瞑想において、心の状態や、身体の行為など対象を「念じる」という時には、五根という5つの能力をはたらかせているものを指している。
また大乗仏教の禅定の実践においても、禅定の完成のためには、不断の注意深さによって対象に集中する状態を確保することで、ゆえに完全な注意深さである正念（sammāsati）となる。失念とは、この注意深さに欠けた状態であり、正念に対立する。『相応部』（サンユッタ・ニカーヤ）においても、念はあらゆるところで役立つものだと説かれる。和辻哲郎は、『原始仏教の実践哲学』にて、正念とは「かかる正しき専念集注」だと記している。

## 説明
あらゆるものへ移っていくという心の散漫な動きを自覚することができるようになる、気づき、心にとどめるという訓練は最も基礎的であり、自分の呼吸を観察するのが一番基礎的で最適だとされる。持続的な訓練によって、より小さな努力で行えるようになり、最終的には自動的に行うことができる。
その特定のことに執着したり、嫌悪の対象として押し戻すように対峙するのではなく、中立的な状態で価値判断を加えることなく、意識を対象物に止めておくことである。また、常に意識を対象物に止めることで、意識の対象物に対する注意が途切れるということや、他の事に気が迷い別のことに意識が向かうこともなく、経つ時間を忘れるということもないとされる。
念が深まると意識が完全に固定され動かなくなる定（じょう、サマーディ）に至り、三昧（）の境地に入る。この三昧の境地は光悦感が伴い、釈迦は出家後に当時の数々の聖人の元で修行した時には、この念・定・三昧を非常に短期間で習得している。ただし、釈迦はこの光悦感がどれほど高次であろうとも最終的にはその光悦は一時的なものに過ぎないと知ることにより、釈迦これらの聖人達の下から離れて自ら苦行の道に進む。最後にこの苦行にも見切りをつけて菩提樹の下で瞑想するにあたり、まず最高位の三昧の境地に入った後、定の状態からその意識を森羅万象の変化に向けることによって観（）を得て、釈迦は悟りに至っている。
止（サマタ）の意識の対象は40程にあたり、息などの生理現象などから、仏・法・僧や戒、神々、また喜捨することを心に浮かべてそれに集中することも念という。例えば、仏を心に想起してこれに集中することは仏随念あるいは念仏 (buddhānusmṛti) という。これらの6つの念じる対象を特に六念処と呼ぶ。
チベット仏教では、止を先に実践し最高位の状態へと至ってから、観の修行に入る。観を実践するだけであれば、途中の段階の止の能力にて実践することができる。
対して、近年で特に欧米で広く広まったヴィパッサナー（観）では、この念の対象を40程のサマタの伝統的な対象物でなく、最初から物事の変化に向けるため、念を深めて定に至っても三昧の境地に入ることはできない。また、念の対象を常に変化する現象に向けるため、変化に連続的に「気づく」という意味となるが、サマタの場合は対象物が固定されているので「気に留める」あるいは「意識を固定する」という意味で「念ずる」が適切な訳となる。念の途中で「気づく」たびに三昧から抜けてしまうという意味では念の訳として「気づく」は適さない。ヴィパッサナーではサティとは、「今の瞬間に生じる、あらゆる事柄に注意を向けて、中立的によく観察し、今・ここに気づいている」ことであるとされる。この様な観行にいたる境地と止行により至る境地の違いが現れる。

## 禅における念
念は基本的に瞑想中にするもので、坐禅、経行、立禅の最中に行う。また掃除や皿洗いや裁縫などの日常生活の簡単な動作そのものを念の対象とすることもある。これから最終的には仕事中や会話中などの日々の生活において複雑な作業をしているときでも常に念を行えるようになるとされる。

## 医療
英語のマインドフルネス (Mindfullness) は、1900年にイギリスのリース・デービッスがパーリ語のサティを英訳してから使われるようになった。仏教徒も英語ではマインドフルネスという言葉を使う。
生き方としてのマインドフルネスには2500年の伝統があるが、このマインドフルネスを欧米では近年に入り健康管理に応用している。西洋の心理学におけるマインドフルネスは、仏教におけるものを反映しているが、相違も見られる。西洋の心理学では身体や心理的側面を研究するために、西洋の世俗的な文脈で解釈しているが、仏教では苦しみの性質とそこからの精神的な自由を目的とした実践である。
1979年にはジョン・カバット・ジンが、疼痛患者の治療にマンドフルネスの実践を統合しマインドフルネスストレス低減法 (MBSR) と呼ばれることになる。カバット・ジンは、1970年代初頭にはマサチューセッツ工科大学（MIT）にて分子生物学の博士号を取得し、禅の師による瞑想についての講義に参加しその日に瞑想をはじめた。カバット・ジンが2012年に日本に訪れた際、基本理念は道元禅師の曹洞宗だと述べている。
MBSRは、カバット・ジンの下で学んだウィリアムズとシーガル、ティーズデールによってマインドフルネス認知療法 (MBCT) へと発展し、うつ病の治療のために応用され、他の健康の問題に対しても迅速に広まっていった。以上2つの療法はマインドフルネスの訓練に基づいたものであり、マインドフルネスの訓練を組み込んだものには弁証法的行動療法がある。